# I Love a Man in Uniform
I Love a Man in Uniform é um filme do Canadá dirigido por David Wellington e lançado em 1993.

## Sinopse
O filme, um drama psicológico escuro, as estrelas Tom McCamus como Henry Adler, um funcionário do banco e ator esforçado que finalmente consegue sua grande chance, de serem lançados como um policial em uma série de televisão. Entretanto, Adler começa a identificar muito intimamente com a sensação de poder e autoridade que vem com vestindo o uniforme da polícia, começa a usá-lo em público como se fosse um policial real, e gradualmente perde o controle sobre a realidade.

## Elenco
- Tom McCamus como Henry Adler
- Brigitte Bako como Charlie Warner
- Kevin Tighe como Frank
- Daniel MacIvor como Director
- Henry Czerny como Joseph Riggs
- Albert Schultz como Businessman
- J. D. Nicholsen como Archer
- Matthew Ferguson como Edward Nichols